# Fonti per la Storia d’Italia
Die Fonti per la Storia d’Italia (Quellen zur Geschichte Italiens) stellen das umfangreichste Editionswerk italienischer Quellen des Mittelalters dar. Sie wurden von 1887 bis 1993 vom Istituto Storico Italiano per il Medio Evo in Rom herausgegeben und umfassen 118 Bände.
Seit 1994 wird das Werk mit den Fonti per la Storia dell’Italia medievale mit den Abteilungen Antiquitates (59 Bände bis 2025) und Rerum Italicarum scriptores (terza serie) (19 Bände bis 2025) fortgesetzt. 
Daneben bestehen in Italien die Rerum Italicarum Scriptores in drei Serien als Neubearbeitung des Quellenwerkes von Lodovico Antonio Muratori, sowie die Regesta chartarum (64 Bände zwischen 1907 und 2020), deren Schwerpunkt auf kirchlichen Urkunden liegt. Vor dem Ersten Weltkrieg wurde diese Reihe in Zusammenarbeit mit dem Preußischen Historischen Institut herausgegeben, Fedor Schneider hat das Regestum Volaterranum (1907) und das Regestum Senense (1911) dazu beigesteuert.